# Ramón Capdevila Masana
Ramón Capdevila Masana (Palma de Mallorca, 14 de enero de 1790-Madrid, 10 de diciembre de 1846) fue un médico español.

## Biografía
Nacido en Palma de Mallorca el 14 de enero de 1790, se trasladó a Cataluña a una edad muy temprana. Siendo estudiante de medicina fue nombrado practicante del ejército durante la guerra de Independencia y al terminar esta recibió la licenciatura y continuó sus servicios como cirujano del regimiento Fernando VII, del que era coronel Manuel Llauder. En 1819 fijó su residencia en Madrid con objeto de hacer oposiciones a unas cátedras vacantes en el Colegio de Cirugía de San Carlos, en las que obtuvo la de Terapéutica Médica, que desempeñó hasta su fallecimiento.
Entre los varios cargos que desempeñó destaca la comisión que le dio el gobierno para estudiar y analizar las aguas medicinales de Navasferio (Toledo); en 1830 fue encargado de visitar a los enfermos procedentes de una epidemia desarrollada en la cárcel de Madrid, y en 1835 recibió el encargo de revisar el servicio sanitario del ejército durante la primera guerra carlista, por cuyo servicio fue nombrado consultor honorario del Cuerpo de Sanidad Militar. En el año 1845 fue nombrado director general del citado cuerpo con la categoría de brigadier del ejército, encargándosele la revisión del reglamento y escalafón de la carrera a que pertenecía.
Capdevila fue individuo y presidente de la Real Academia de Medicina de Madrid, consejero de Instrucción Pública, vocal del Consejo de Sanidad y de la Junta municipal de Sanidad de Madrid. Estaba condecorado con la Cruz de Epidemias por sus servicios contra el cólera en 1834. Falleció en Madrid el 10 de diciembre de 1846.
Publicó en 1831 un libro titulado Lecciones de principios de química que se explicaba a los alumnos del Colegio de San Carlos; también se imprimieron póstumamente cinco historias que había dejado inéditas. Su obra más relevante fue, sin embargo, su Elementos de terapéutica y materia médica, del que se llegaron a hacer seis ediciones y era usado en sus explicaciones por el catedrático Vicente Asuero y Cortázar.